# Адам (Воегурт)
Ада́м — деревня в Воегуртском сельском поселении Балезинского района Удмуртии.
Деревня стоит на реке Унтемка, левом притоке реки Чепца. Рядом находится населённый пункт 1211 км — на железной дороге, севернее — Пышкец.
Население — 23 человека (2007; 20 в 1961).
В деревне одна улица — Родниковая.
Почтовый индекс: 427550.
Код ИФНС: 1837.